# Блюстад, Вильгельм

Бег с барьерами на Летних Олимпийских играх 1908

Вильгельм Арнт Блюстад (норв. Wilhelm Arnt Blystad; 15 сентября 1881, Кристиания — 4 июля 1954, Осло) — норвежский легкоатлет, выступавший в барьерном беге и прыжках в длину и высоту. Участник летних Олимпийских игр 1908 года.

## Биография
Вильгельм Блюстад родился 15 сентября 1881 года в норвежском городе Кристиания (сейчас Осло).
Выступал в легкоатлетических соревнованиях за клуб «Тьялве» из Осло. Дважды выигрывал чемпионат Норвегии — в 1902 году в прыжках в высоту, в 1904 году в беге на 110 метров с барьерами.
В 1908 году вошёл в состав сборной Норвегии на летних Олимпийских играх в Лондоне. В беге на 110 метров с барьерами не смог завершить четвертьфинальный забег. В прыжках в высоту с места поделил 8-13-е места, показав результат 1,42 метра, уступив 8 сантиметров худшему из попавших в финал Джону Биллеру из США. Также был заявлен в прыжках в длину с места, но не вышел на старт.
Умер 4 июля 1954 года в Осло.

## Личные рекорды
- Бег на 110 метров с барьерами — 16,2 (1908)[1]
- Прыжки в высоту с места — 1,435 (1908)[1]